# Selecció de bàsquet de Cap Verd
La Selecció de bàsquet de Cap Verd representa Cap Verd als partits de bàsquet internacionals i està controlada per la Federació de bàsquet de Cap Verd.

## Classificacions

### Campionats mundials
- 2023 - 28

### Campionats africans
- 1997 - 7
- 1999 - 9
- 2007 -  3
- 2009 - 13
- 2013 - 6
- 2015 - 10
- 2021 - 4

## Palmarès
- La selecció de bàsquet de Cap Verd es classifica per l'AfroBasket 2013.
- Medalla de plata als Jocs de la Lusofonia de 2009
- Medalla de bronze al Campionat FIBA Àfrica de 2007
- Medalla de bronze als Jocs de la Lusofonia de 2006

## Plantilla
Equip del Campionat FIBA Àfrica de 2013:
| Posició | Dorsal | Nom                 | Edat (Data de naixement) | Alçada | Club                      | País |
| ------- | ------ | ------------------- | ------------------------ | ------ | ------------------------- | ---- |
| Aler    | 4      | Dimitry Coronel     | 21 (13 agost 1992)       | 2,01 m | Maine Univ.               | USA  |
| Base    | 5      | Shane da Rosa       | 25 (23 abril 1988)       | 1,86 m | Bristol Community College | USA  |
| Escorta | 6      | Avey Oliver         | 29 (12 octubre 1983)     | 1.93 m | TV Hohenlimburg           | GER  |
| Base    | 7      | Braima Freire       | 31 (19 gener 1982)       | 1,84 m | Seven Stars               | CPV  |
| Base    | 8      | Mário Correia       | 35 (17 març 1978)        | 1,89 m | Promade Cabinda           | ANG  |
| Aler    | 9      | Flávio Gomes        | 24 (26 desembre 1988)    | 1,96 m | AngraBasket               | POR  |
| Pivot   | 10     | Michel Mendes       | 23 (17 agost 1990)       | 2,03 m | Prédio SGL                | CPV  |
| Pivot   | 11     | Aldevino Lima       | 26 (25 agost 1986)       | 2,03 m | Northeastern              | USA  |
| Pivot   | 12     | Walter Tavares      | 21 (22 març 1992)        | 2,20 m | Atlanta Hawks             | USA  |
| Base    | 13     | Brian Rudolph, Jr.  | 24 (17 setembre 1988)    | 1,81 m | Loyola (MD)               | USA  |
| Aler    | 14     | Kevin Coronel       | 21 (3 setembre 1991)     | 1,96 m | Académica do Mindelo      | CPV  |
| Aler    | 15     | Rodrigo Mascarenhas | 33 (24 març 1980)        | 1,97 m | Mindelo Vets              | CPV  |

### Entrenadors
Entrenador principal
- Alex Nwora

Entrenador assistent
- António Tavares

Preparador físic
- Paulo Fernandes

Fisioterapeuta
- Flávio Furtado

Llegenda
- Club: descriu el darrer club abans de la competició
- Edat: descriu l'edat el 20 d'agost de 2013

## Entrenador
- Alex Nwora – 2009–2013[2]

## Participacions en l'Afrobasket
- Angola 1989: no hi va participar
- Egipte 1992: no hi va participar
- Kènia 1993: no hi va participar
- Algèria 1995: no hi va participar
- Senegal 1997: 7è
- Angola 1999: 9è
- Marroc 2001: no hi va participar
- Egipte 2003: no hi va participar
- Algèria 2005: no hi va participar
- Angola 2007: 3r
- Líbia 2009: 13è
- Madagascar 2011: no hi va participar
- Costa d'Ivori 2013: 6è
- Tunísia 2015: 10è